# Walter M. Scott
Walter M. Scott (ur. 7 listopada 1906 w Cleveland; zm. 2 lutego 1989 w Los Angeles) – amerykański scenograf filmowy i dekorator wnętrz. Pracował na planie ponad 300 filmów i seriali telewizyjnych.
Sześciokrotny laureat Oscara za najlepszą scenografię do filmów: Szata (1953) Henry’ego Kostera, Król i ja (1956) Waltera Langa, Pamiętnik Anny Frank (1959) George’a Stevensa, Kleopatra (1963) Josepha L. Mankiewicza, Fantastyczna podróż (1966) Richarda Fleischera oraz Hello, Dolly! (1969) Gene’a Kelly’ego. Ogółem był nominowany do tej nagrody 21 razy.